# Xã Butterfield, Michigan
Xã Butterfield (tiếng Anh: Butterfield Township) là một xã thuộc quận Missaukee, tiểu bang Michigan, Hoa Kỳ. Năm 2010, dân số của xã này là 489 người.